# Chochon-myeon
Chochon-myeon (koreanska: 초촌면) är en socken i kommunen Buyeo-gun i provinsen Södra Chungcheong i Sydkorea, 140 km söder om huvudstaden Seoul.